# Talks little, kills many
Talks little, kills many is een muziekalbum van Anne Soldaat uit 2015.

## Opnamen
De opnamen van Talks little, kills many vonden voor Soldaat plaats in een onrustige periode, waarin hij singer-songwriter Tim Knol, de band Clean Pete, cabaretier Freek de Jonge en schrijfster Maartje Wortel begeleidde als gitarist en een reünietour ondernam met zijn band Daryll-Ann. Hij startte de opnames voor zijn derde solo-album ditmaal in Amsterdam met producer Frans Hagenaars, in tegenstelling tot zijn twee vorige solo-albums, die hij in Amerika opname met producer en zielsverwant Jason Falkner. Hierdoor had hij de mogelijkheid meer te werken met gastmuzikanten, waaronder Loes en Renée Wijnhoven van Clean Pete en Barry Hay van Golden Earring. Het album is meer akoestisch van toon dan zijn voorgangers en wordt daarom door Soldaat zijn "kampvuurplaat" genoemd. De strijkersarrangementen zijn van de hand van Reyer Zwart, waarmee Soldaat eerder samenspeelde in de begeleidingsband van Tim Knol. Op zijn 50e verjaardag, deelde Soldaat het eerste nummer van de plaat: She's starlight.
Het album werd begin april 2015 in cd-vorm verzonden naar de leden van de Excelsior Supportersclub. Op 17 april, Record Store Day, verscheen het album in de winkel als cd en als vinylalbum. Het album werd officieel gepresenteerd op 23 april in de Tolhuistuin, een bijlocatie van Paradiso, in Amsterdam en op 24 april TivoliVredenburg in Utrecht. De plaat bereikte de 12e plaats in de Album Top 100, waar het drie weken in bleef staan. Op 1 juni verscheen er een videoclip van het nummer The island man, waarop Barry Hay te horen is op dwarsfluit.

## Muzikanten
- Anne Soldaat - zang, elektrische gitaar, akoestische gitaar, synthesizer, elektrische piano, basgitaar, mandoline, orgel, drums en percussie

### Gastmuzikanten
- Renée Wijnhoven - cello en achtergrondzang
- Reyer Zwart - basgitaar, contrabas en piano
- Barry Hay - dwarsfluit
- Marieke de Bruijn - viool
- Vera van der Bie - viool
- Laura van der Stoep - altviool
- Astrid Haring - harp

## Tracklist
1. Boarding ship
  - Anne Soldaat - zang en synthesizer
  - Marieke de Bruin - viool
  - Vera van der Bie - viool
  - Laura van der Stoep - altviool
  - Renée Wijnhoven - cello
  - Astrid Haring - harp
  - Reyer Zwart - strijkers- en harparrangement
2. Soft stop
  - Anne Soldaat - zang, elektrische piano, drums, elektrische gitaar, akoestische gitaar, mandoline en tamboerijn
  - Reyer Zwart basgitaar en strijkersarrangement
  - Marieke de Bruin - viool
  - Vera van der Bie - viool
  - Laura van der Stoep - altviool
  - Renée Wijnhoven - cello
3. She's starlight
  - Anne Soldaat - zang, akoestische gitaar, drums, percussie, elektrische piano en basgitaar
  - Loes Wijnhoven - achtergrondzang
  - Renée Wijnhoven - achtergrondzang
4. The island man
  - Anne Soldaat - zang, akoestische gitaar, elektrische gitaar en percussie
  - Barry Hay - dwarsfluit
  - Marieke de Bruin - viool
  - Vera van der Bie - viool
  - Laura van der Stoep - altviool
  - Renée Wijnhoven - cello
  - Reyer Zwart basgitaar en strijkersarrangement
5. First call
  - Anne Soldaat - zang, akoestische gitaar, percussie en synthesizer
6. The truth
  - Anne Soldaat - zang, akoestische gitaar, elektrische gitaar, drums en percussie
  - Loes Wijnhoven - achtergrondzang
  - Renée Wijnhoven - achtergrondzang
  - Reyer Zwart - piano en contrabas
7. Stranger in the house
  - Anne Soldaat - zang, elektrische piano en elektrische gitaar
  - Renée Wijnhoven - cello en strijkersarrangement
8. Gates of pearl
  - Anne Soldaat - zang, drums, akoestische gitaar, elektrische gitaar
  - Reyer Zwart - piano, basgitaar en strijkersarrangement
  - Marieke de Bruin - viool
  - Vera van der Bie - viool
  - Laura van der Stoep - altviool
  - Renée Wijnhoven - cello
9. Feet underground
  - Anne Soldaat - zang, akoestische gitaar, elektrische gitaar, orgel, synthesizer, basgitaar en percussie
  - Loes Wijnhoven - achtergrondzang
  - Renée Wijnhoven - achtergrondzang
  - Reyer Zwart - basgitaar en harparrangement
  - Astrid Haring - harp
10. Totally mad
  - Anne Soldaat - zang, akoestische gitaar, elektrische gitaar, mandoline, orgel, drums en percussie
  - Loes Wijnhoven - achtergrondzang
  - Renée Wijnhoven - achtergrondzang
  - Reyer Zwart - basgitaar
11. A smile in return
  - Anne Soldaat - zang, akoestische gitaar, elektrische gitaar, orgel, drums en percussie
  - Reyer Zwart - piano, basgitaar, strijkers- en harparrangementen
  - Astrid Haring - harp
  - Marieke de Bruin - viool
  - Vera van der Bie - viool
  - Laura van der Stoep - altviool
  - Renée Wijnhoven - cello
12. Legal tenderly
  - Anne Soldaat - zang, akoestische gitaar, elektrische gitaar, drums en percussie
  - Loes Wijnhoven - achtergrondzang
  - Renée Wijnhoven - achtergrondzang en cello
  - Reyer Zwart - piano, contrabas en stijkersarrangement
  - Marieke de Bruin - viool
  - Vera van der Bie - viool
  - Laura van der Stoep - altviool

Alle nummers op de plaat zijn geschreven door Anne Soldaat.